# Església ortodoxa eslava
Església ortodoxa eslava és un terme general per a les esglésies cristianes ortodoxes que utilitzen l'eslau eclesiàstic o una altra llengua eslava en les seves litúrgies, en general de ritu bizantí. Totes les esglésies eslaves, amb l'excepció de la búlgara i les Esglésies de Polònia, utilitzen exclusivament el calendari julià, i totes l'utilitzen per calcular la data de celebració de la Pasqua de Resurrecció.

## Esglésies eslaves ortodoxesautocèfales
- Església Ortodoxa Russa
- Església Ortodoxa Sèrbia
- Església Ortodoxa Romanesa
- Església Ortodoxa Búlgara
- Església Ortodoxa Polonesa
- Església Ortodoxa Txeca i Eslovaca